# EvoLucie
EvoLucie je osmé studiové album české skupiny Lucie. Vyšlo 9. listopadu roku 2018. Jde o první studiové album Lucie po šestnácti letech – to předchozí, Dobrá kočzka která nemlsá, skupina vydala roku 2002. Název alba byl oznámen již v roce 2017. Je to poslední album s Davidem Kollerem po jeho odchodu, který oznámil v únoru 2024. 
Na produkci alba se podílel mimo jiné známý americký producent Mike Clink, který produkoval alba Guns N' Roses. První zveřejněnou písní z alba byla „Takhle tě mám rád“, kterou kapela uvedla v květnu 2018. Druhá píseň „Nejlepší, kterou znám“ byla zveřejněna týden před vydáním, tedy 2. listopadu 2018. Na albu se podíleli například kytarista Phil X ze skupiny Bon Jovi, Lenny, Vratislav Brabenec či kurdská zpěvačka Sakina Teyna.
Skupina jsi přála, aby na písni “Nejlepší, kterou znám“ kytarové sólo nahrál Slash, ale ten nemohl, protože byl na comebackovém turné Guns N' Roses. Mike Clink, tak požádal Phila X kytaristu od Bona Joviho, aby nahrál sólo.

## Seznam skladeb
| Pořadí | Název                 | Hudba                                     | Text         | Délka |
| ------ | --------------------- | ----------------------------------------- | ------------ | ----- |
| 1.     | Takhle tě mám rád     | P.B.CH., Robert Kodym                     | P.B.CH.      | 3:06  |
| 2.     | Chtěli jsme lítat     | Robert Kodym                              | Robert Kodym | 2:41  |
| 3.     | Nejlepší, kterou znám | Oskar Petr                                | Robert Kodym | 4:25  |
| 4.     | Burning Man           | David Koller, Michal Dvořák               | David Koller | 3:58  |
| 5.     | SEX 3                 | David Koller                              | David Koller | 3:24  |
| 6.     | Já jsem pan Petr Monk | Michal Dvořák                             | Robert Kodym | 4:36  |
| 7.     | Peněžena              | Robert Kodym                              | Robert Kodym | 3:04  |
| 8.     | Než tě rozkradou      | Michal Dvořák, Pavel Karlík, Robert Kodym | Robert Kodym | 4:28  |
| 9.     | Fénixovy slzy         | David Koller                              | Robert Kodym | 3:25  |
| 10.    | Já to nemám spočítaný | David Koller, Matěj Belko                 | Robert Kodym | 3:53  |
| 11.    | Slečna do nekonečna   | P.B.CH.                                   | Robert Kodym | 4:09  |
| 12.    | 1968                  | Robert Kodym                              | Robert Kodym | 3:23  |
| 13.    | EvoLucie              | Pavel Karlík                              | Robert Kodym | 3:33  |

## Produkce
- Pavel Karlík produkoval celé album mimo píseň “Nejlepší, kterou znám“, kterou produkoval Mike Clink.

## Obsazení
Lucie
- David Koller – zpěv, bicí
- Robert Kodym – zpěv, kytara
- P.B.CH. – baskytara
- Michal Dvořák – klávesy

Ostatní
- Phil X
- Lenny
- Vratislav Brabenec
- Sakina Teyna

a další